# Пунч
Пунч или понч (енгл. punch) је врста коктела који се пранципално састоји од грудвица воћа и сока. Постоје различите врсте рецепта и варијанти који могу бити с алкохолом или без. Неке варијанте пунча носе име познатих особа.

## Историја
Коктел се појавио први пут у 17. веку. Популаризоан у Енглеској. Половином 18. века постаје популаран и у Француској. Напитак је потом био помешан са чајем, лимуном, шећером, румом и постаје једно од популарних напитака на Карибима. Пунч се сервира у чинији коју називамо и чинија за пунч (енгл. punch bowl).